# Deersheim
Deersheim is een plaats en voormalige gemeente in de Duitse deelstaat Saksen-Anhalt, en maakt deel uit van de Landkreis Harz.

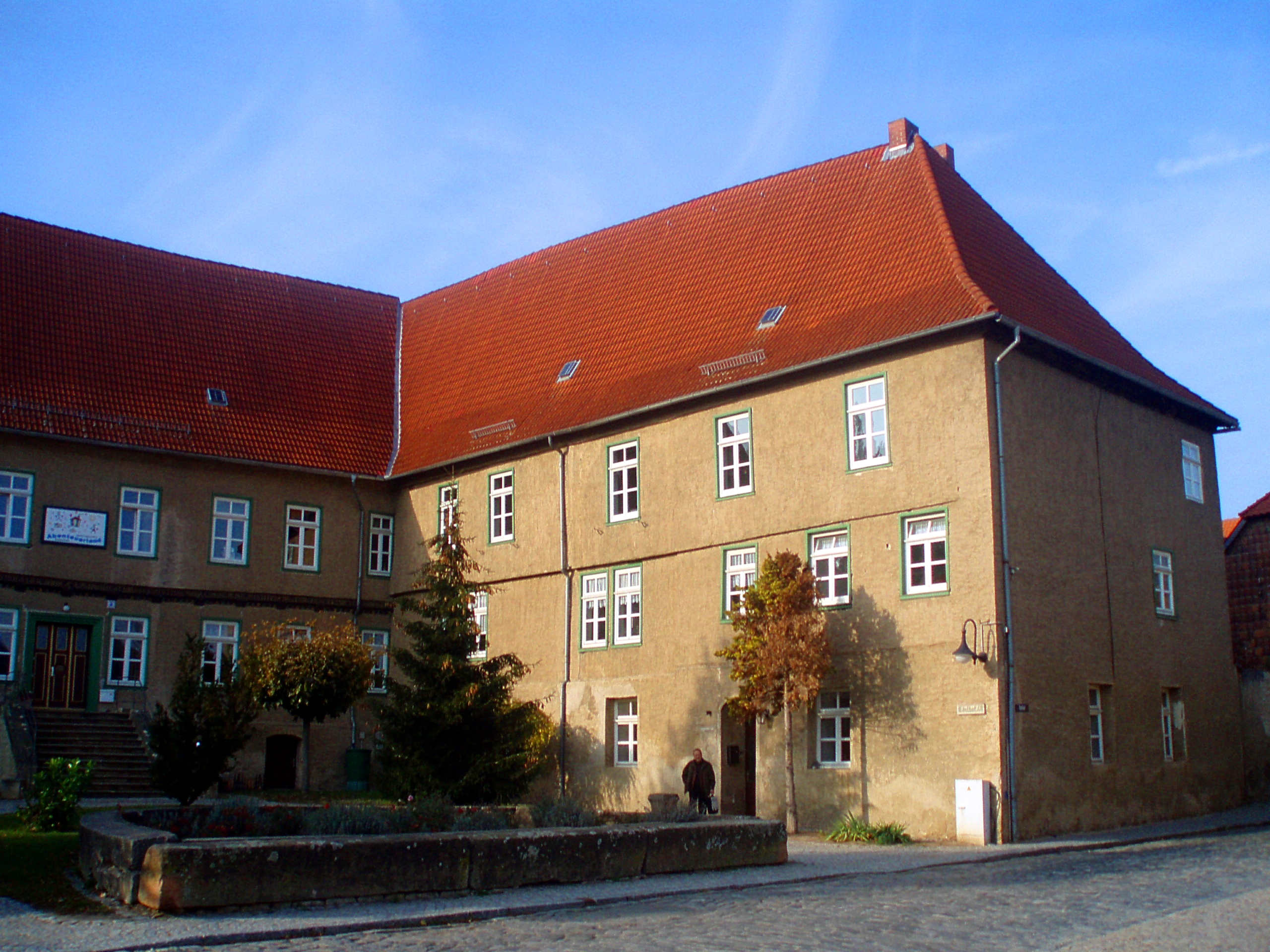
Edelhof

Deersheim telt 881 inwoners.